# 黒松内中継局
黒松内中継局（くろまつないちゅうけいきょく）は、北海道寿都郡黒松内町白炭の丸山にある中継局である。

## 地上デジタルテレビジョン放送送信設備
| ID | 放送局名             | 物理 チャンネル | 空中線 電力 | ERP | 放送対象地域                    | 放送区域 内世帯数 | 開局日                                           |
| -- | -------------------- | --------------- | ----------- | --- | ------------------------------- | ----------------- | ------------------------------------------------ |
| 1  | HBC 北海道放送       | 19              | 3W          | 32W | 北海道                          | 約41,000世帯      | 2010年 12月10日                                  |
| 2  | NHK 札幌教育         | 13              | 3W          | 38W | 全国                            | 約41,000世帯      | 2009年 12月8日 試験放送開始 2009年 12月24日 開局 |
| 3  | NHK 札幌総合         | 15              | 3W          | 38W | 石狩・空知 （滝川市以南）・後志 | 約41,000世帯      | 2009年 12月8日 試験放送開始 2009年 12月24日 開局 |
| 5  | STV 札幌テレビ放送   | 21              | 3W          | 32W | 北海道                          | 約41,000世帯      | 2010年 12月10日                                  |
| 6  | HTB 北海道テレビ放送 | 23              | 3W          | 32W | 北海道                          | 約41,000世帯      | 2010年 12月10日                                  |
| 7  | TVh テレビ北海道     | 14              | 3W          | 31W | 北海道                          | 約41,000世帯      | 2010年 12月10日                                  |
| 8  | UHB 北海道文化放送   | 25              | 3W          | 31W | 北海道                          | 約41,000世帯      | 2010年 12月10日                                  |

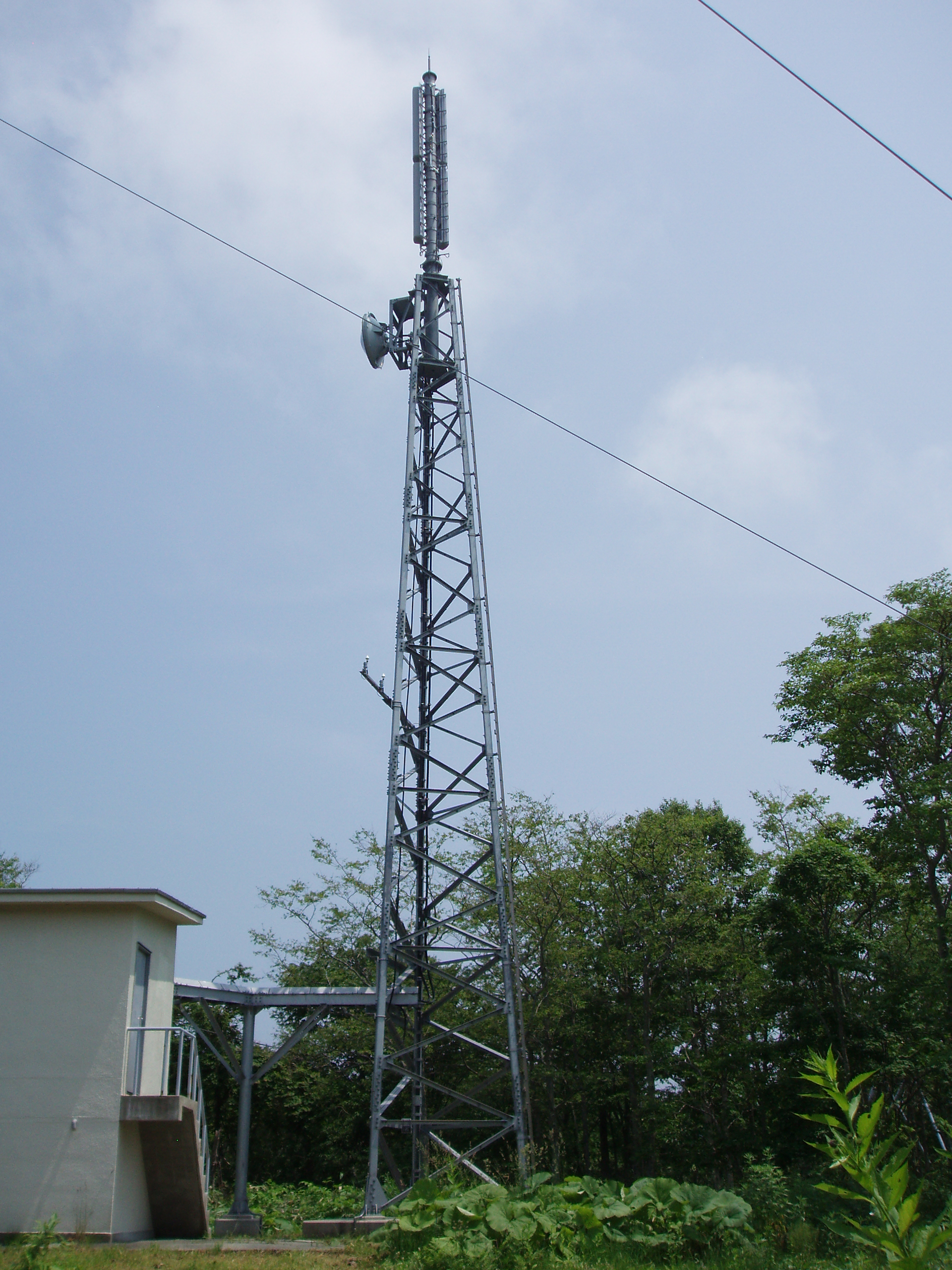
黒松内中継局（NHK札幌放送局）

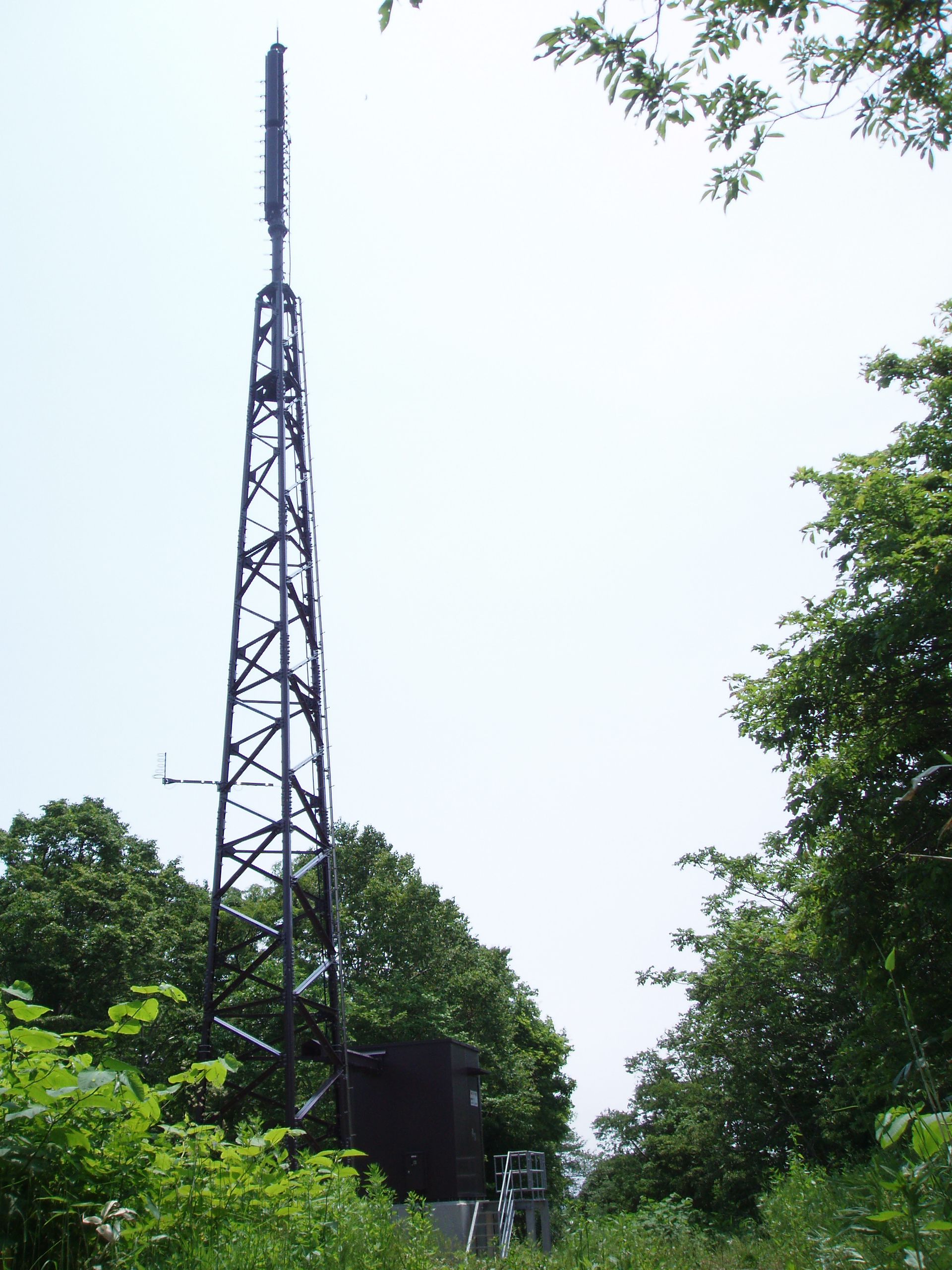
黒松内中継局（民放）

- 地上デジタル放送（地デジ）はNHKが2009年12月24日に開局、民放が2010年12月10日に開局した。民放は当初自力建設困難となっていたため、このまま民放が2011年7月24日までに開局出来なければ、室蘭送信所・ニセコテレビ中継局からの電波のいずれかを受信することになっていたが、2010年の開局に踏み切った。なお、NHKの放送に関しては、後志支庁にある都合から、アナログ放送とは異なり、NHK札幌放送局の総合テレビ・教育テレビに設定された。
- なお、室蘭送信所が受信できる場合はNHK室蘭放送局の総合テレビと教育テレビおよびNHK函館放送局の渡島中継局（総合テレビ）も受信可能となる。
- 受信元となる送信所・中継局はNHKはニセコテレビ中継局、民放各局は従来のアナログ放送と同じく、室蘭市の室蘭送信所となっている。

## 地上アナログテレビジョン放送送信設備
| 物理 チャンネル | 放送局名             | 空中線 電力       | ERP  | 放送対象地域                  | 放送区域 内世帯数 | 偏波面   |
| --------------- | -------------------- | ----------------- | ---- | ----------------------------- | ----------------- | -------- |
| 1               | NHK 室蘭教育         | 映像10W/ 音声2.5W | 不明 | 全国                          | 非公表            | 水平偏波 |
| 3               | NHK 室蘭総合         | 映像10W/ 音声2.5W | 不明 | 胆振・日高・ 後志管内黒松内町 | 非公表            | 水平偏波 |
| 4               | HBC 北海道放送       | 映像10W/ 音声2.5W | 不明 | 北海道                        | 非公表            | 水平偏波 |
| 55              | STV 札幌テレビ放送   | 映像30W/ 音声7.5W | 不明 | 北海道                        | 非公表            | 水平偏波 |
| 57              | HTB 北海道テレビ放送 | 映像30W/ 音声7.5W | 不明 | 北海道                        | 非公表            | 水平偏波 |
| 59              | UHB 北海道文化放送   | 映像30W/ 音声7.5W | 不明 | 北海道                        | 非公表            | 水平偏波 |
| 61              | TVh テレビ北海道     | 映像30W/ 音声7.5W | 不明 | 北海道                        | 非公表            | 水平偏波 |

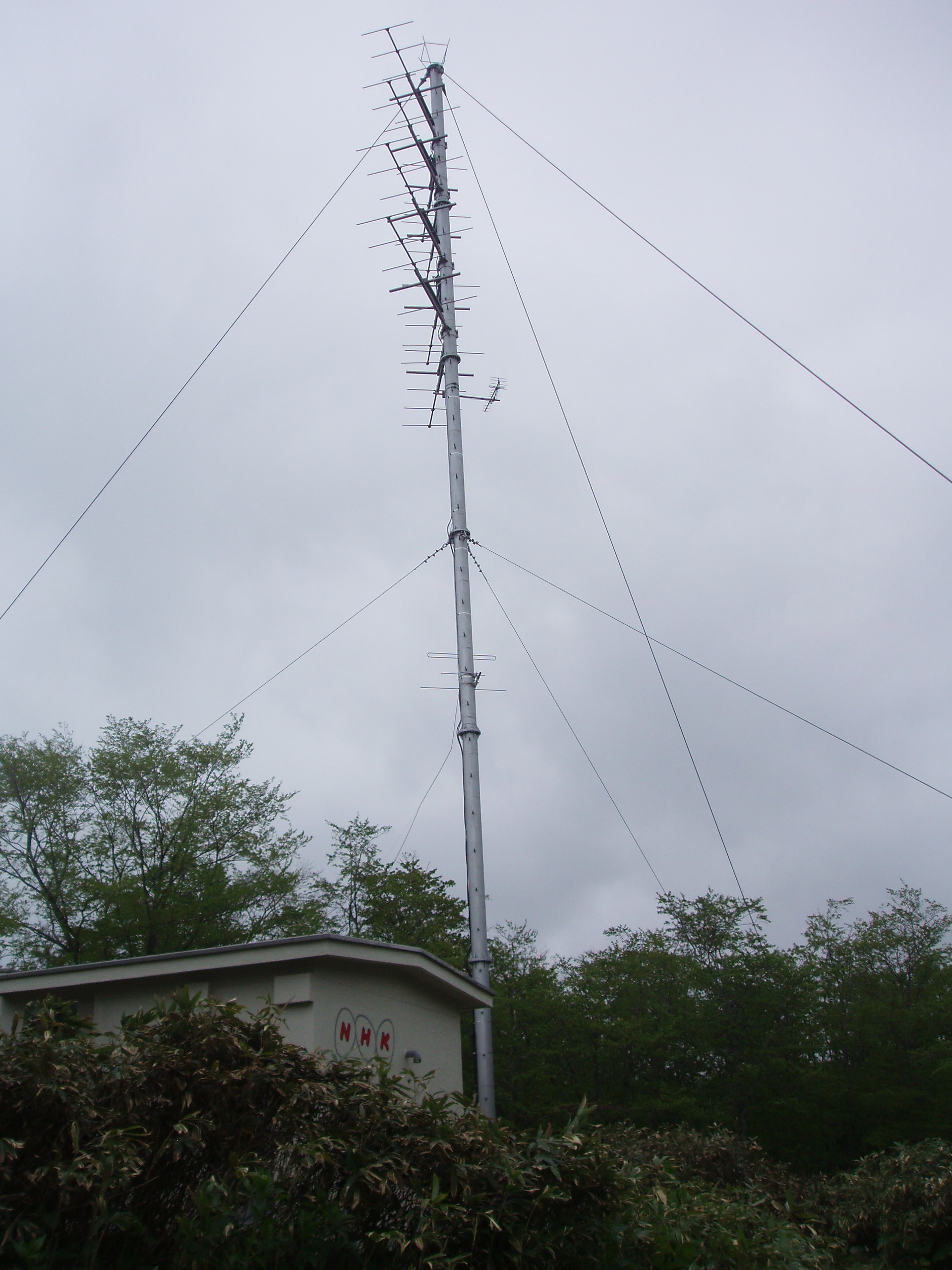
NHK室蘭放送局の送信設備

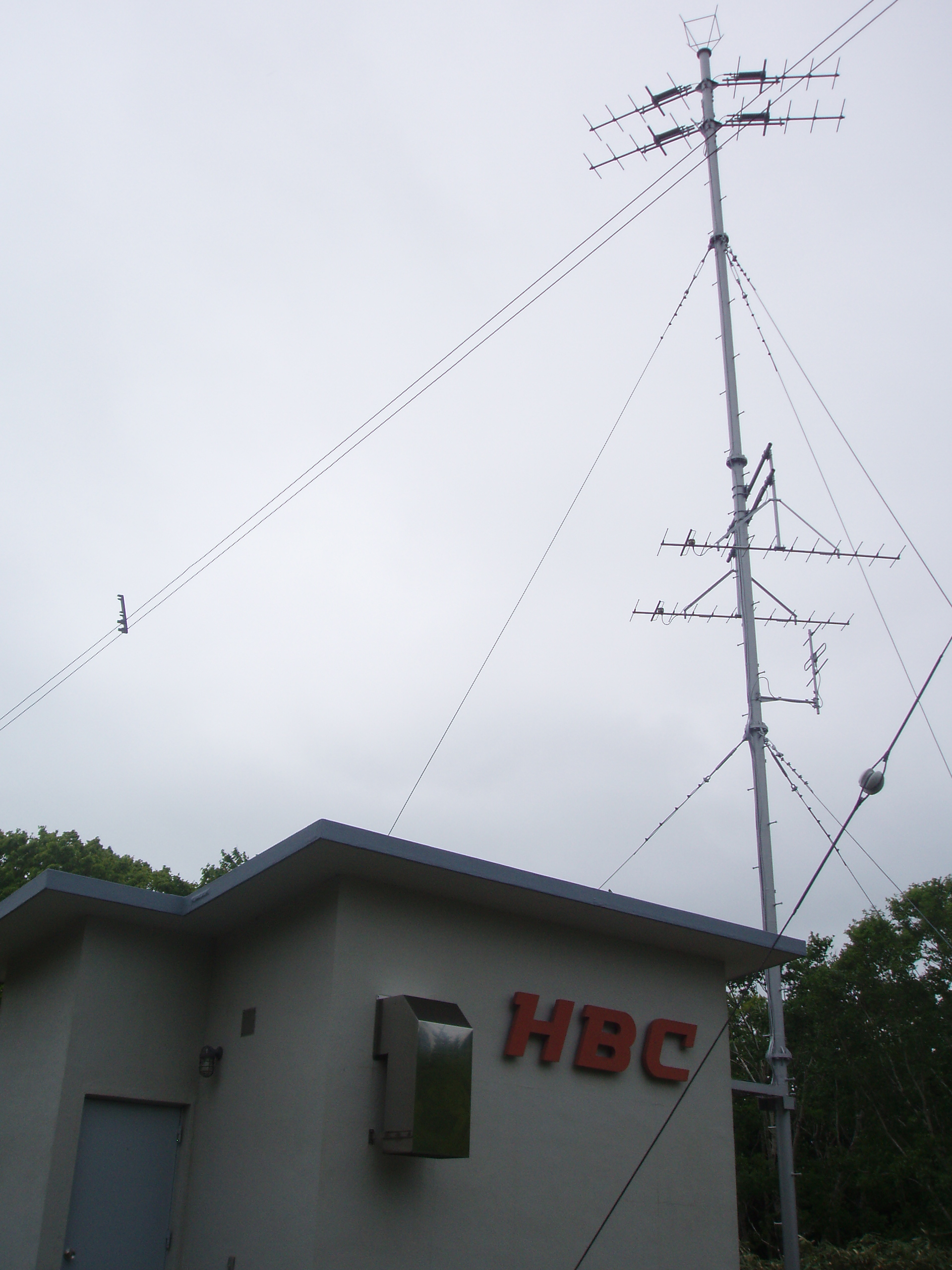
HBCの送信設備

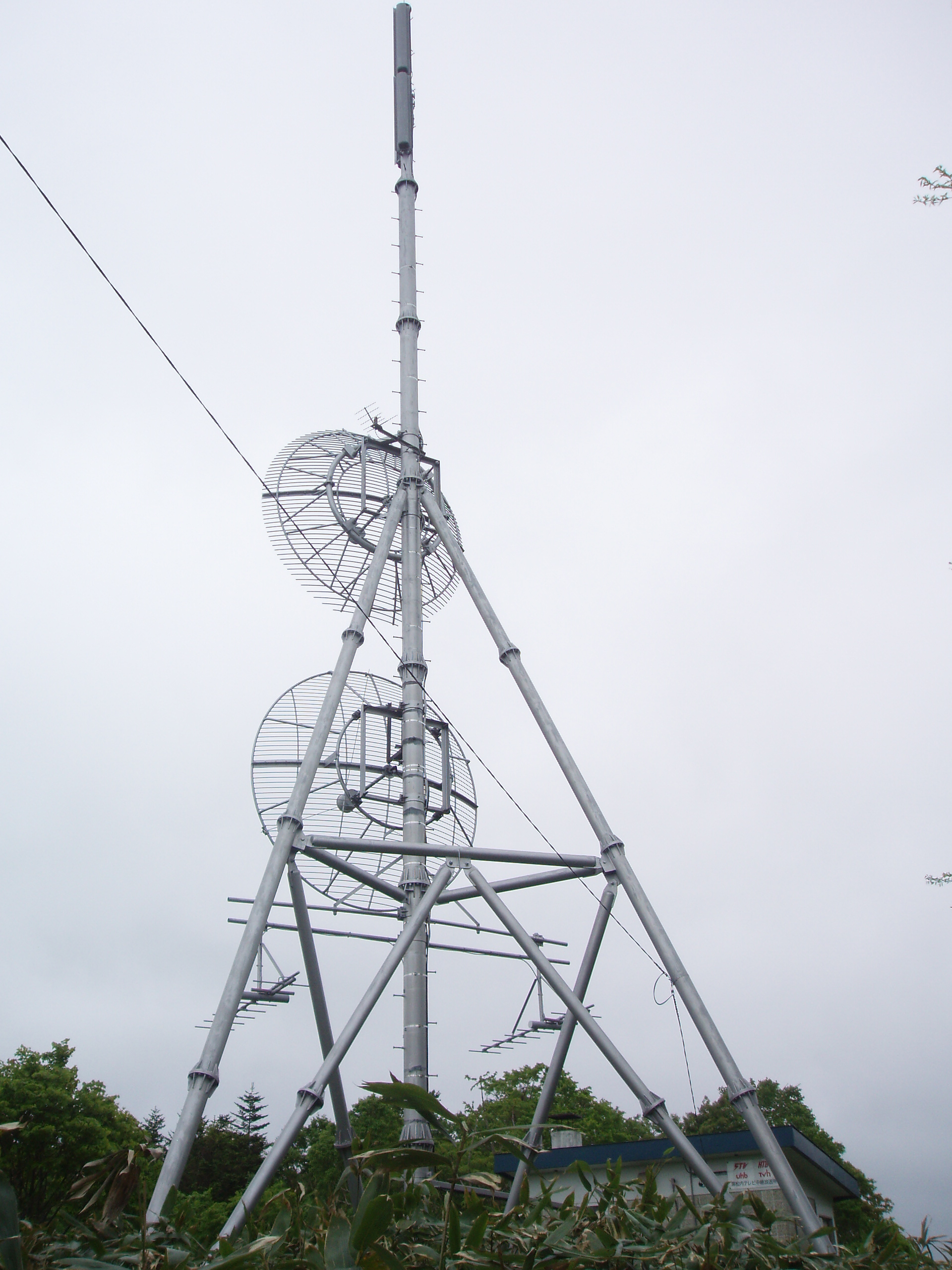
STV・HTB・UHB・TVhの送信設備

- 後志総合振興局管内にある黒松内町は本来NHKも民放も札幌放送局管内となる。しかし、電波伝播の都合上室蘭送信所の電波が中継されている。そのため、NHKは室蘭の情報が放送される上、民放の音声多重放送（アナログ放送）は受信出来ない。

## FMラジオ放送
| 周波数 （MHz） | 放送局名   | 空中線 電力 | ERP | 放送対象地域                  | 放送区域 内世帯数 | 偏波面   |
| -------------- | ---------- | ----------- | --- | ----------------------------- | ----------------- | -------- |
| 84.6           | NHK 室蘭FM | 10W         | 25W | 胆振・日高・ 後志管内黒松内町 | 不明              | 水平偏波 |

- 本来は札幌放送局管内であるが、テレビ同様、電波伝播の都合上室蘭送信所の電波が中継されている。そのため、室蘭地区の情報が放送されている。

## その他

### 局舎
- アナログ放送はNHK（FMも含む）・HBCがそれぞれ単独。HBC以外の民放各局は共同使用。
- デジタル放送はNHKが既存のアナログ放送施設を活用し単独使用。民放5局はアナログ放送とは別に局舎･鉄塔が新規建設となり、全局で共同使用となる。

### 放送エリア
- 黒松内町全域および蘭越町・寿都町の一部。